# Tell The World: The Very Best of Ratt
Tell The World: The Very Best of Ratt es el segundo recopilatorio de grandes éxitos de la banda estadounidense Glam metal Ratt, publicado en el 2007. Abarca un disco recopilatorio con veinte temas de los siete álbumes de Ratt, incluyendo su cuarteto de discos de platino consecutivos a partir de mediados y finales de los años 80: Out of the Cellar, Invasion of your Privacy, Dancing Undercover, Reach for the Sky, desde 1990 con: Detonator, el compilado del Collage y el auto-titulado Ratt en 1999. Irónicamente, la canción que da título a esta recopilación ("Tell the World"), que originalmente apareció en el Ratt (EP) debut de la banda de su primer EP auto-titulado, es un tema que en realidad no está incluido.

## Ficha Técnica del Álbum
| Publicación | 21 de agosto de 2007                   |
| Género      | Glam Metal Heavy Metal music Hard Rock |

## Lista de canciones
1. "Dangerous But Worth the Risk " del álbum Invasion of your Privacy
2. "Back for More" del álbum Out of the Cellar
3. "Lovin' You's a Dirty Job" del álbum Detonator
4. "Nobody Rides For Free" Banda sonora de la película Point Break, incluye también en el Ratt & Roll 81-91
5. "Heads I Win, Tails You Lose" del álbum Detonator
6. "You're in Love" del álbum Invasion of your Privacy
7. "City to City" del álbum Reach for the Sky
8. "Body Talk" del álbum Dancing Undercover
9. "Way Cool Jr." del álbum Reach for the Sky
10. "Round and Round" del álbum Out of the Cellar
11. "Lay it Down" del álbum Invasion of your Privacy
12. "I Want a Woman" del álbum Reach for the Sky
13. "Dance" del álbum Dancing Undercover
14. "Wanted Man" del álbum Out of the Cellar
15. "Slip of the Lip" del álbum Dancing Undercover
16. "Shame Shame Shame" del álbum Detonator
17. "Lack of Communication" del álbum Out of the Cellar
18. "Over the Edge" del álbum Ratt
19. "Steel River" del álbum Collage
20. "Way Cool Jr. (MTV Unplugged)" (Nueva versión jamás incluida en ningún disco).

En la lista de canciones originales del álbum incluye la canción inédita "No One Can Stop You Now" (también conocida como "Chances" en bootlegs) de la sesión de grabación "Reach for the Sky", posteriormente retirada debido a complicaciones legales, y sustituida por "Way Cool Jr.", en la versión de MTV Unplugged, año 1991.

## Miembros
- Stephen Pearcy - Voz líder  (en todos los temas)
- Robbie Crane - Bajo/voces (solo en el tema "Over The Edge")
- Bobby Blotzer - Percusión (en todos los temas)
- Warren DeMartini - Guitarra líder (en todos los temas)
- John Corabi - Guitarra rítmica/voces (no participa en ningún tema)

### Otros miembros
- Juan Croucier - Bajo/voces (excluyendo "Over The Edge)"
- Robbin Crosby - Guitarra rítmica/voces (a excepción de "No Body rides for Free", "Over The Edge" y Way Cool Jr.MTV Unplugged)

- Michael Schenker - Guitarra (solamente en Way Cool Jr.MTV Unplugged)